# Venturia jordanae
Venturia jordanae är en stekelart som beskrevs av Michael G. Fitton 1994. Venturia jordanae ingår i släktet Venturia och familjen brokparasitsteklar. Inga underarter finns listade i Catalogue of Life.